# Pressac
Pressac – miejscowość i gmina we Francji, w regionie Nowa Akwitania, w departamencie Vienne.
Według danych na rok 1990 gminę zamieszkiwało 628 osób, a gęstość zaludnienia wynosiła 13 osób/km² (wśród 1467 gmin regionu Poitou-Charentes, Pressac plasuje się na 473. miejscu pod względem liczby ludności, natomiast pod względem powierzchni na miejscu 39.).